# Istoriografia Imperiului Otoman
Istoriografia Imperiului Otoman se referă la studiul istoriografic al izvoarelor istorice de către istorici cu scopul de a reconstrui și dezvolta înțelegerea curentă privitoare la istoria Imperiului Otoman. Otomanii aveau o predilecție pentru scrieri istorice și pentru menținerea arhivelor, motiv pentru care în prezent se găsesc mari cantități de material istoriografic apt pentru studiul istoric.